# Station Tisselt
Station Tisselt is een voormalig spoorwegstation langs spoorlijn 54 (Mechelen - Sint-Niklaas - Terneuzen) in Tisselt, een deelgemeente van de gemeente Willebroek.

## Aantal instappende reizigers
De grafiek en tabel geven het gemiddeld aantal instappende reizigers weer op een week-, zater- en zondag.
| Tabel: aantal instappende reizigers station Tisselt | Tabel: aantal instappende reizigers station Tisselt | Tabel: aantal instappende reizigers station Tisselt | Tabel: aantal instappende reizigers station Tisselt |
|                                                     | Weekdag                                             | Zaterdag                                            | Zondag                                              |
| --------------------------------------------------- | --------------------------------------------------- | --------------------------------------------------- | --------------------------------------------------- |
| 1977                                                | 44                                                  | 0                                                   | 0                                                   |
| 1978                                                | 44                                                  | 0                                                   | 0                                                   |
| 1979                                                | 48                                                  | 0                                                   | 0                                                   |
| 1980                                                | 68                                                  | 0                                                   | 0                                                   |
| 1981                                                | 49                                                  | 0                                                   | 0                                                   |
| 1982                                                | 42                                                  | 0                                                   | 0                                                   |
| 1983                                                | 42                                                  | 0                                                   | 0                                                   |

2,0: Leest ·
5,0: Tisselt ·
6,9: Blaasveld ·
8,3: Willebroek ·
10,2: Kalfort ·
13,6: Puurs ·
17,5: Bornem ·
21,0: Temse ·
24,6: Eigenlo ·
29,2: Sint-Niklaas ·
32,7: Sint-Pauwels ·
33,2: Sint-Gillis-Waas ·
35,2: Kalf ·
37,5: De Klinge ·
47,9: Hulst ·
52,8: Kijkuit ·
57,5: Axel ·
63,0: Sluiskil ·
66,7: Terneuzen